# Siamose

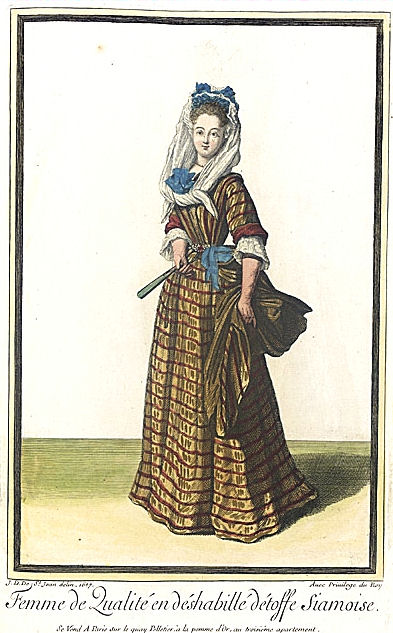
Siamosekleid von 1687

Unter dem Sammelbegriff Siamosen werden zahlreiche, oft mit doppelt eingezogenem Kettfaden (Waterschürzenstoff) gefertigte Webstoffe zusammengefasst, die zum größten Teil auf Baumwolle, Leinen oder Seide basieren, später auch auf Viskose. 
Die leinwandbindigen und meist bunt gewebten, kleinkariert oder farbig gestreiften Schürzenstoffe, Bettbezüge, Tischdecken und Handtücher sind robust und langlebig, leicht waschbar und pflegeleicht.
Sie wurden nach einem siamesischen Händler benannt, der diese Waren in der zweiten Hälfte des 17. Jahrhunderts nach Frankreich brachte. Die ersten deutschen Siamosen wurden im Raum Wuppertal gewebt. Sie werden heute kaum noch hergestellt.